# Église Saint-André de Kamouraska
L'église Saint-André de Kamouraska est une église catholique située à Saint-André-de-Kamouraska dans le  Bas-Saint-Laurent au Québec. Construite en pierre entre 1805 et 1811, en remplacement d'une chapelle datant de 1791, elle est la plus ancienne de la région et l'une des trente plus anciennes de la province. Elle est implantée parallèlement au fleuve Saint-Laurent sur un cran rocheux légèrement en retrait de la route 132 qui traverse le noyau villageois. L'église, classée monument historique en 2004, abrite aussi cinq œuvres d'art classées.

## Description
L'édifice reflète la persistance de la tradition architecturale religieuse héritée de la Nouvelle-France et traduit certaines influences britanniques. Les églises des paroisses rurales sont caractérisées par la simplicité de leur plan et la sobriété de leur façade. L'église de Saint-André est l'une des dernières de la vallée du Saint-Laurent à emprunter le plan récollet, défini par une nef rectangulaire sans transept et un chœur plus étroit pour dégager des chapelles intérieures. Elle est l'une des rares églises de ce type à ne pas avoir été modifiée par un agrandissement. La façade, d'une grande simplicité, possède une seule porte surmontée de deux oculi et d'un seul clocher. 
Son fronton triangulaire, formé par les retours de corniche, suggère une influence palladienne. Il en va de même du portique monumental construit en 1893 ou 1894 selon les plans de l'architecte David Ouellet (1844-1915). Le clocher, composé de deux lanternons superposés, donne de l'élégance au bâtiment. Une sacristie extérieure est adossée au chevet et un chemin couvert la relie à l'église. Construite de 1822 à 1824, la sacristie a aussi servi de presbytère jusqu'en 1851. L'intégrité de l'église de Saint-André est remarquable.
La valeur patrimoniale de l'église de Saint-André repose également sur l'intérêt artistique de son décor intérieur et son mobilier, réalisé de 1834 à 1836, lequel est fort bien conservé et particulièrement représentatif de l'architecture religieuse du XIXe siècle. On le doit en grande partie au sculpteur Louis-Xavier Leprohon. L'église renferme aussi des œuvres d'art du XIXe siècle réalisées par des artistes réputés. Le tabernacle du maître-autel, attribué à Thomas Baillairgé, est la réplique la plus fidèle qui subsiste de l'ancien tabernacle de la basilique-cathédrale Notre-Dame de Québec. L'église compte aussi un tableau de Louis-Hubert Triaud (1790-1836), une composition originale d'Antoine Plamondon (1804-1895) ainsi qu'un petit orgue fabriqué par Louis Mitchell (vers 1823-1902). Enfin, une statue de saint André, sculptée par Louis Jobin (1845-1928), domine le porche.

## Galerie

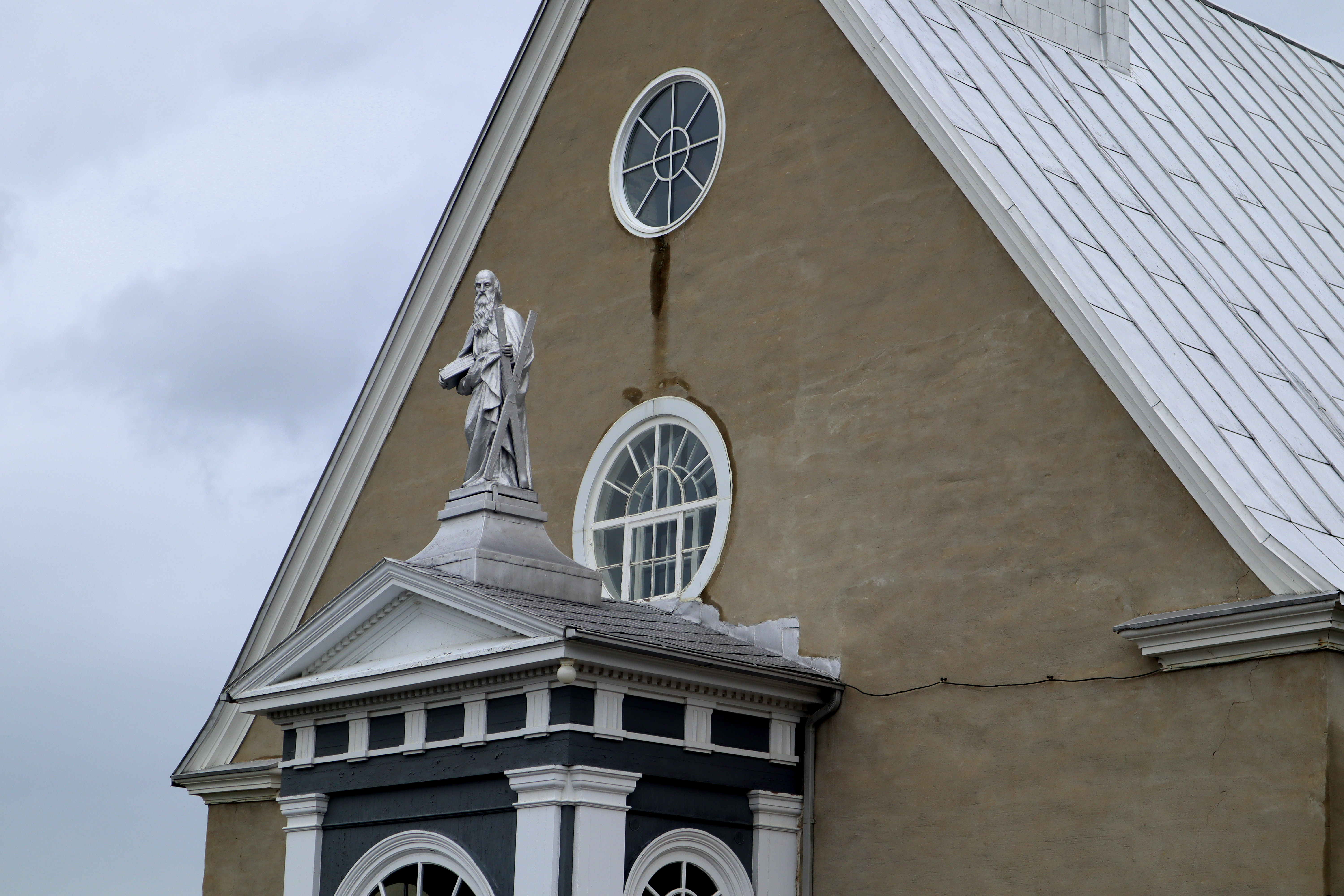
Statue de saint André sur la façade
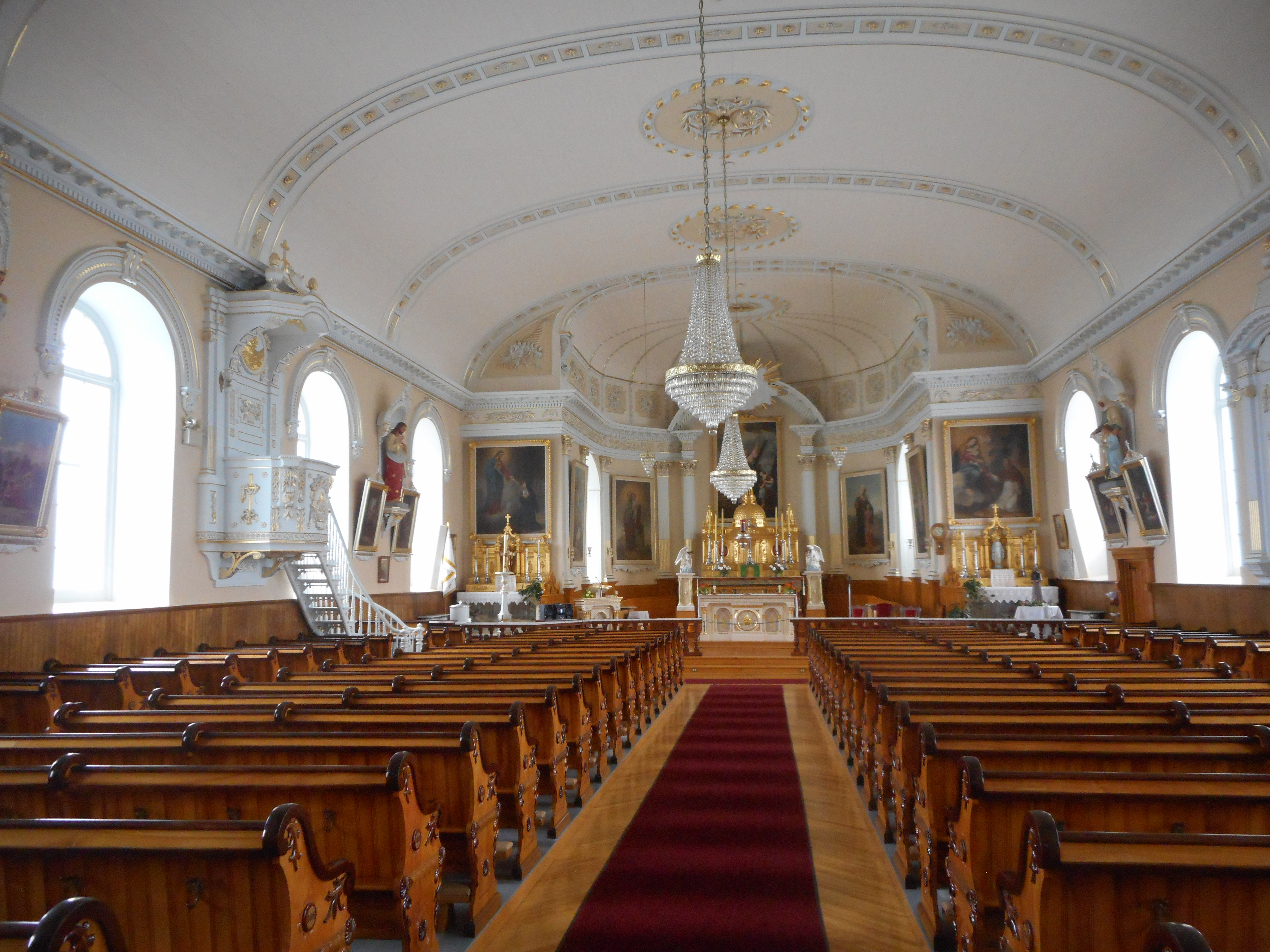
Intérieur